# Nicandro (re di Sparta)
Nicandro (in greco antico: Nίκανδρος?, Nìkandros; Sparta, VIII secolo a.C. – 720 a.C. circa) è stato un re di Sparta della dinastia Euripontide.
Figlio di Carilao, fu padre del suo successore Teopompo.
Pausania ricorda che invase l'Argolide con l'aiuto degli abitanti di Asine e che durante il suo regno avvenne l'assassinio del re agiade Teleclo.